# Vollenhovia acanthina
Vollenhovia acanthina é uma espécie de formiga do gênero Vollenhovia, pertencente à subfamília Myrmicinae.